# Giải Kim Mã
Giải Kim Mã (chữ Hán: 台北金馬影展 - Đài Bắc Kim Mã ảnh triển; bính âm: Táiběi Jīnmǎ Yǐngzhǎn) là một liên hoan phim Điện ảnh và lễ trao giải được tổ chức thường niên tại Đài Loan. Nó được thành lập năm 1962 bởi Văn phòng Thông tin Chính phủ Trung Hoa Dân Quốc (Đài Loan) (Government Information Office of the Republic of China). Lễ trao giải thường được tổ chức vào tháng 11 hoặc tháng 12 ở Đài Bắc. Kim Mã được xem là một trong những giải thưởng điện ảnh lớn và có uy tín nhất của điện ảnh Hoa ngữ.
Lương Triều Vỹ là nam diễn viên giữ kỉ lục về số lần chiến thắng giải Nam diễn viên chính xuất sắc nhất vào các năm 1994, 2003 và 2007. Nữ diễn viên giữ kỉ lục về số lần chiến thắng hạng mục Nữ diễn viên chính xuất sắc nhất là Trương Mạn Ngọc vào các năm 1991, 1997, 2000. Đạo diễn giữ kỉ lục chiến thắng hạng mục Đạo diễn xuất sắc nhất là 2 đạo diễn Hầu Hiếu Hiền và Hứa An Hoa đều với 3 lần.

## Tổng quan
Từ năm 1990 (lễ trao giải lần thứ 27), liên hoan và lễ trao giải được tổ chức và tài trợ bởi Tổ chức Phát triển Điện ảnh Trung Hoa Dân Quốc (Đài Loan) (Motion Picture Development Foundation R.O.C)

## Lịch sử
Tháng 5 năm 1962, Văn phòng Thông tin Chính phủ Trung Hoa Dân Quốc ban hành "Quy chế Giải thưởng Phim tiếng Phổ Thông năm 1962" chính thức thành lập Giải thưởng Kim Mã. Tên Kim Mã (金馬) có nguồn gốc từ đảo Kim Môn (金門) và Mã Tổ (馬祖), dưới sự kiểm soát của chính phủ Trung Hoa Dân Quốc
Lễ trao giải được thành lập để thúc đẩy ngành sản xuất phim Trung Quốc, trao giải cho những bộ phim Trung Quốc hay những nhà làm phim giỏi. Là một trong những giải thưởng danh giá nhất trong ngành công nghiệp điện ảnh Châu Á.
Tháng 8 năm 2019, Trung Quốc cấm điện ảnh đại lục dự giải Kim Mã ở Đài Loan vì vấn đề chính trị nhạy cảm.

## Kỷ lục
- Lương Triều Vỹ là nam diễn viên giữ kỉ lục về số lần giành giải Nam diễn viên chính xuất sắc nhất với 3 chiến thắng vào các năm 1994, 2003 và 2007 với các bộ phim Trùng Khánh Sâm lâm, Vô gian đạo và Sắc, Giới. Anh cũng là nam diễn viên giữ kỉ lục về số lần được đề cử ở hạng mục này với 7 lần đề cử.
- Trương Mạn Ngọc là nữ diễn viên giữ kỉ lục về số lần chiến thắng hạng mục Nữ diễn viên chính xuất sắc nhất với 4 lần vào các năm 1989, 1991, 1997 và 2000 với các bộ phim Full Moon in New York, Centre Stage, Điềm mật mật và Tâm trạng khi yêu.
- Năm 2009 tại lễ trao giải lần thứ 46, lần đầu tiên có 2 diễn viên đồng chiến thắng ở hạng mục Nam diễn viên chính xuất sắc nhất là Trương Gia Huy và Hoàng Bột.
- Năm 2006, lễ trao giải lần thứ 43, nam diễn viên 9 tuổi Ian Iskander Gouw được trao giải Nam diễn viên phụ xuất sắc nhất cho vai diễn trong bộ phim Lưu Vong (After The Our Exile). Anh đã trở thành người chiến thắng trẻ nhất trong lịch sử giải thưởng.
- Nữ diễn viên người Đài Loan Loretta Yang được trao giải Nữ diễn viên chính xuất sắc nhất trong lễ trao giải 21 và 22. Cô là nữ diễn viên đầu tiên đoạt giải này hai năm liên tiếp.
- Nam diễn viên Hong Kong Hoàng Thu Sinh giữ kỉ lục là nam diễn viên giành được nhiều giải Nam diễn viên phụ xuất sắc nhất. Anh đã giành được giải thưởng này trong lễ trao giải 39, 40 và 42 với bộ phim Xiang Fei, Vô Gian Đạo, và Initial D.
- Cố diễn viên Trung Quốc Wang Lai giành được nhiều giải thưởng Nữ diễn viên phụ xuất sắc nhất. Cô đã giành được giải thưởng này 4 lần trong lễ trao giải thứ 3, 18, 25 và 28
- Đạo diễn kiêm nữ diễn viên người Trung Quốc Joan Chen là người đầu tiên đoạt được giải thưởng qua hai hạng mục, Đạo diễn xuất sắc nhất (năm 1998 cho Xiu Xiu: The Sent Down Girl) và Nữ diễn viên chính xuất sắc nhất (Red Rose White Rose). Hơn nữa, cô nữ đạo diễn/diễn viên đầu tiên giành được giải thưởng này.
- Đạo diễn giữ kỉ lục chiến thắng hạng mục Đạo diễn xuất sắc nhất trong 3 lần là 2 đạo diễn Hầu Hiếu Hiền và Hứa An Hoa
- Năm 2012, nam diễn viên Hồng Kông Chapman To được đề cử giải Nam diễn viên xuất sắc nhất cho bộ phim Vulgaria và Nam diễn viên phụ xuất sắc nhất cho bộ phim Diva. Anh là người duy nhất được đề cử ở hai hạng mục này này trong cùng một năm.
- Năm 1998, Lý Tiểu Lộ giành được ngôi vị Ảnh hậu khi vừa 16 tuổi với vai diễn Văn Tú (Xiu Xiu: The Sent Down Girl). Đây là Ảnh hậu trẻ nhất lúc bấy giờ.
- Năm 2017 trong Liên Hoan Phim Kim Mã lần thứ 54, Trần Văn Kỳ (Vicky Chen) bấy giờ 14 tuổi, với bộ phim Huyết Quan Âm, đã đạt giải Nữ diễn viên phụ xuất sắc nhất.

## Lễ trao giải
| STT | Ngày Tổ chức         | Người Dẫn Chương Trình                     | Địa Điểm Tổ chức                          | Kênh Phát Sóng                          |
| --- | -------------------- | ------------------------------------------ | ----------------------------------------- | --------------------------------------- |
| 1   | 31 tháng 10 năm 1962 | Vương Vân Ngũ                              | Taipei Guo Guang Cinema                   |                                         |
| 2   | 31 tháng 10 năm 1963 | —                                          | Taipei Guo Guang Cinema                   |                                         |
| 3   | 31 tháng 10 năm 1965 | Trần Kiếm Hồng                             | Taipei Zhongshan Hall                     |                                         |
| 4   | 31 tháng 10 năm 1966 | —                                          | Taipei Zhongshan Hall                     |                                         |
| 5   | 31 tháng 10 năm 1967 | —                                          | Taipei Zhongshan Hall                     | BCC （Live）                            |
| 6   | 30 tháng 10 năm 1968 | Hoàng Thiếu Cốc                            | Taipei Zhongshan Hall                     |                                         |
| 7   | 30 tháng 10 năm 1969 | Chung Chiao-kuang                          | Taipei Zhongshan Hall                     |                                         |
| 8   | 30 tháng 10 năm 1970 | —                                          | Taipei Zhongshan Hall                     |                                         |
| 9   | 30 tháng 10 năm 1971 | Lo Yun-ping                                | Taipei Zhongshan Hall                     |                                         |
| 10  | 30 tháng 10 năm 1972 | —                                          | Taipei Zhongshan Hall                     |                                         |
| 11  | 30 tháng 10 năm 1973 | —                                          | Taipei Zhongshan Hall                     |                                         |
| 12  | 30 tháng 10 năm 1975 | —                                          | Taipei Zhongshan Hall                     |                                         |
| 13  | 30 tháng 10 năm 1976 | Đinh Mậu Thời                              | Taipei Zhongshan Hall                     | —                                       |
| 14  | 30 tháng 10 năm 1977 | Từ Khánh Chung                             | Taipei Zhongshan Hall                     | —                                       |
| 15  | 31 tháng 10 năm 1978 | Vương Hạo, Lăng Ba                         | Taipei Zhongshan Hall                     |                                         |
| 16  | 2 tháng 11 năm 1979  | Chiang Kuang Chao, Trương Ngải Gia         | Sun Yat-sen Memorial Hall (Taipei)        |                                         |
| 17  | 3 tháng 11 năm 1980  | Chiang Kuang Chao, Trương Ngải Gia         | Sun Yat-sen Memorial Hall (Taipei)        |                                         |
| 18  | 30 tháng 10 năm 1981 | Li Tao, Tiêu Phương Phương                 | Kaohsiung Cultural Center                 | CTS                                     |
| 19  | 24 tháng 10 năm 1982 | Hồ Nhân Mộng, Chiang Kuang Chao            | Sun Yat-sen Memorial Hall (Taipei)        | CTV                                     |
| 20  | 16 tháng 11 năm 1983 | Sun Yueh, Tien Niu                         | Kaohsiung Cultural Center                 | TTV                                     |
| 21  | 18 tháng 11 năm 1984 | Wang Kuan-hsiung, Yao Wei                  | Sun Yat-sen Memorial Hall (Taipei)        | CTS                                     |
| 22  | 3 tháng 11 năm 1985  | Sun Yueh, Hồ Nhân Mộng                     | Kaohsiung Cultural Center                 |                                         |
| 23  | 30 tháng 11 năm 1986 | Trương Tiểu Yến, Tăng Chí Vĩ               | Taipei Cultural Center                    |                                         |
| 24  | 29 tháng 10 năm 1987 | Trương Tiểu Yến, Đào Triết                 | Taipei Cultural Center                    | CTS                                     |
| 25  | 5 tháng 11 năm 1988  | Trương Ngải Gia, Đào Triết                 | Taipei Gymnasium                          | TTV                                     |
| 26  | 9 tháng 12 năm 1989  | Pa Ke, Yin Shia                            | National Theater and Concert Hall, Taipei | CTV                                     |
| 27  | 10 tháng 12 năm 1990 | Trương Tiểu Yến, Hoàng Điếp                | National Theater and Concert Hall, Taipei | CTS                                     |
| 28  | 4 tháng 12 năm 1991  | Lâm Phong, Hồ Huệ Trung                    | National Theater and Concert Hall, Taipei | TTV                                     |
| 29  | 12 tháng 12 năm 1992 | Trương Tiểu Yến, Trịnh Đan Thụy            | Sun Yat-sen Memorial Hall (Taipei)        | CTV                                     |
| 30  | 4 tháng 12 năm 1993  | Sun Yueh, Fang Fangfang                    | Sun Yat-sen Memorial Hall (Taipei)        |                                         |
| 31  | 10 tháng 12 năm 1994 | Tăng Khánh Du, Chung Trấn Đào, Trương Thế  | Sun Yat-sen Memorial Hall (Taipei)        |                                         |
| 32  | 9 tháng 12 năm 1995  | Trương Tiểu Yến, Trương Ngải Gia           | Sun Yat-sen Memorial Hall (Taipei)        |                                         |
| 33  | 14 tháng 12 năm 1996 | Hu Gua、Quảng Mỹ Vân                       | Kaohsiung Cultural Center                 | CTS, Star Chinese Movies                |
| 34  | 13 tháng 12 năm 1997 | Hsui Hao-ping, Ngô Quân Như                | Sun Yat-sen Memorial Hall (Taipei)        | ETTV                                    |
| 35  | 12 tháng 12 năm 1998 | Isabel Kao, Ngô Kinh                       | Sun Yat-sen Memorial Hall (Taipei)        | CTV, Star Chinese Movies                |
| 36  | 12 tháng 12 năm 1999 | Châu Hoa Kiện, Đào Tinh Oánh               | Sun Yat-sen Memorial Hall (Taipei)        | TVBS Entertainment Channel              |
| 37  | 2 tháng 12 năm 2000  | Đào Tinh Oánh, Phùng Đức Luân, Ngô Kỳ Long | Sun Yat-sen Memorial Hall (Taipei)        | Much TV                                 |
| 38  | 8 tháng 12 năm 2001  | Thái Khang Vĩnh, Isabel Kao                | Hualien Stadium                           | EBC                                     |
| 39  | 16 tháng 11 năm 2002 | Trịnh Du Linh, Thái Khang Vĩnh             | Kaohsiung Cultural Center                 | TVBS Entertainment Channel              |
| 40  | 13 tháng 12 năm 2003 | Trịnh Du Linh, Thái Khang Vĩnh             | Tainan Municipal Cultural Center          | TVBS Entertainment Channel              |
| 41  | 4 tháng 12 năm 2004  | Thái Khang Vĩnh, Lâm Chí Linh              | Zhongshan Hall (Taichung)                 | TVBS Entertainment Channel              |
| 42  | 13 tháng 11 năm 2005 | Hu Gua, Hầu Bội Sâm                        | Keelung Cultural Center                   | Azio TV                                 |
| 43  | 25 tháng 11 năm 2006 | Thái Khang Vĩnh, Hầu Bội Sâm               | Nhà thi đấu Đài Bắc                       | Azio TV                                 |
| 44  | 8 tháng 12 năm 2007  | Lam Tâm Mi, Trần Kiến Châu, Chu Anh Kỳ     | Nhà thi đấu Đài Bắc                       | Star Chinese Movies, Phoenix Television |
| 45  | 6 tháng 12 năm 2008  | Trịnh Du Linh, Trần Kiến Châu              | Zhongshan Hall (Taichung)                 | Star Chinese Movies                     |
| 46  | 28 tháng 11 năm 2009 | Đào Tinh Oánh                              | New Taipei City Hall                      | Azio TV                                 |
| 47  | 20 tháng 11 năm 2010 | Thái Khang Vĩnh, Từ Hy Đệ                  | Taoyuan Arts Center                       | TTV                                     |
| 48  | 26 tháng 11 năm 2011 | Tăng Chí Vĩ, Tăng Bảo Nghi                 | Hsinchu Performing Arts Center            | TTV                                     |
| 49  | 24 tháng 11 năm 2012 | Tăng Bảo Nghi, Hoàng Bột                   | Luodong Cultural Factory                  | TTV                                     |
| 50  | 23 tháng 11 năm 2013 | Thái Khang Vĩnh                            | Sun Yat-sen Memorial Hall (Taipei)        | TTV                                     |
| 51  | 22 tháng 11 năm 2014 | Hoàng Tử Giảo, Trần Gia Hoa                | Sun Yat-sen Memorial Hall (Taipei)        | TTV                                     |
| 52  | 21 tháng 11 năm 2015 | Hoàng Tử Giảo, Lâm Chí Linh                | Sun Yat-sen Memorial Hall (Taipei)        | TTV                                     |
| 53  | 26 tháng 11 năm 2016 | Đào Tinh Oánh                              | Sun Yat-sen Memorial Hall (Taipei)        | TTV                                     |